# Compsothyris ballenyi
Compsothyris ballenyi är en armfotingsart som beskrevs av Foster 1974. Compsothyris ballenyi ingår i släktet Compsothyris och familjen Frieleiidae. Inga underarter finns listade i Catalogue of Life.